# Filloa

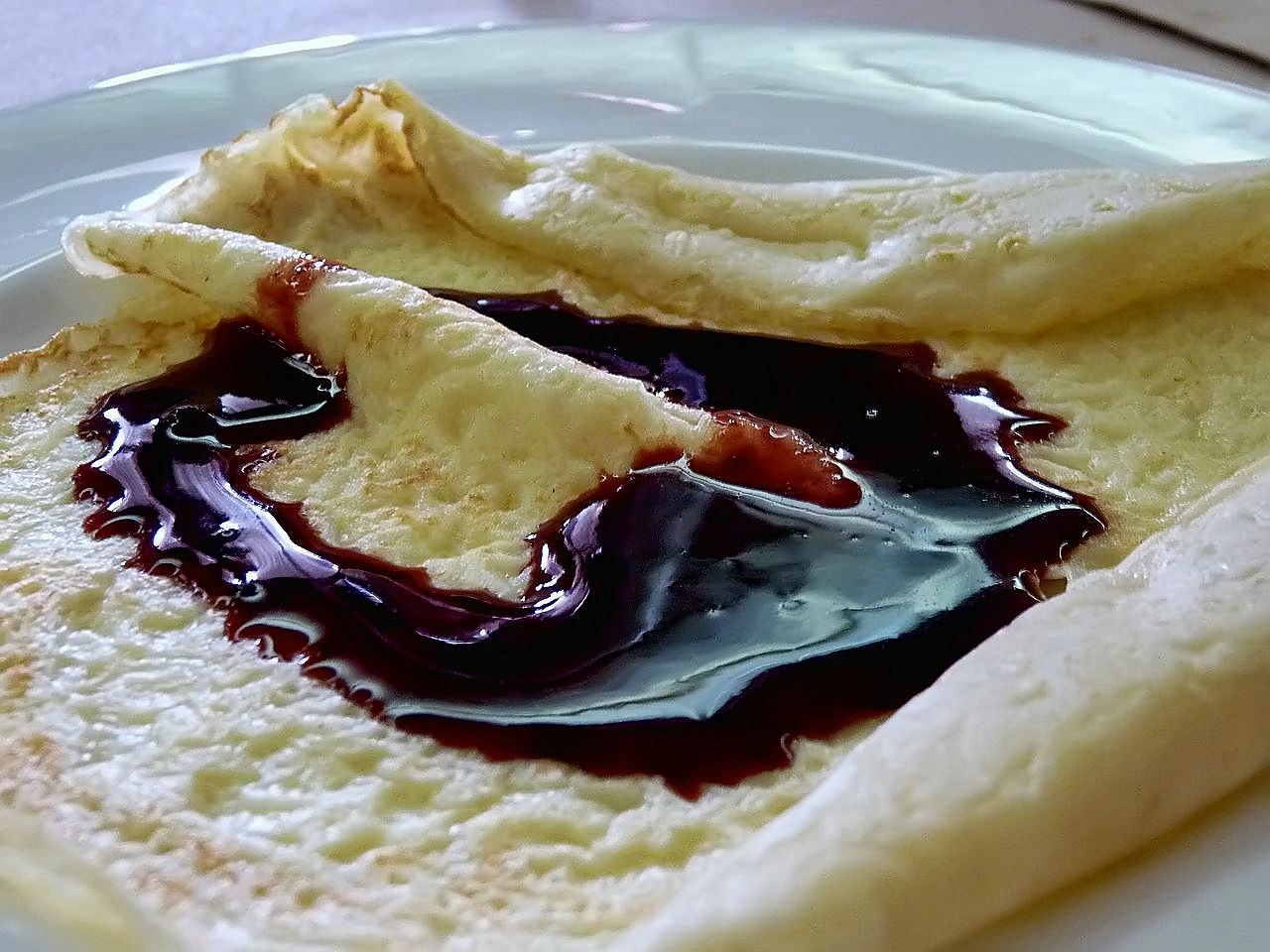
Filloas mit Himbeermarmelade

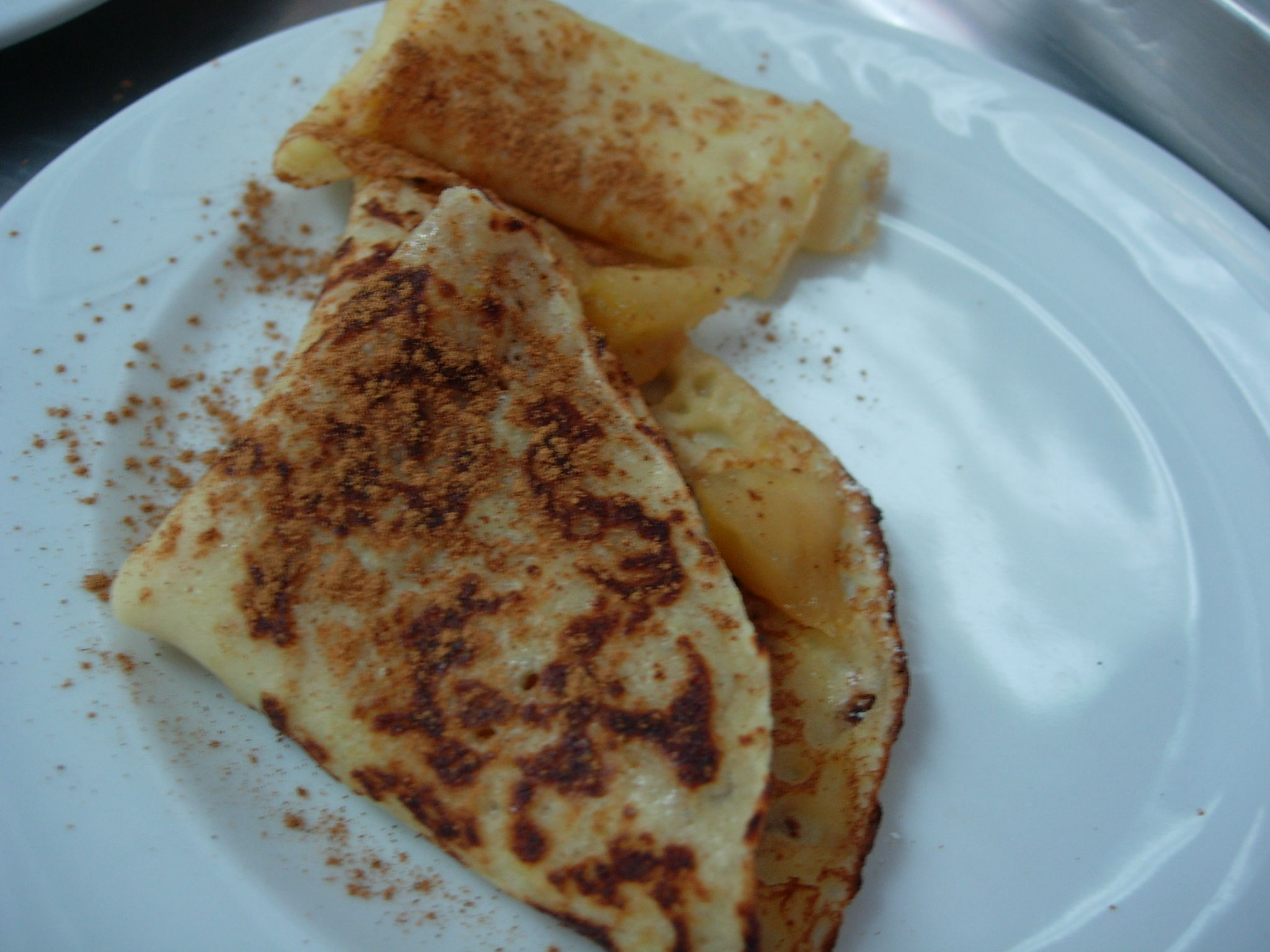
Typisch gefüllte Filloas

Filloa, auch Frilloa, Filloga oder Freixó,  ist ein typisches Backwerk in Galicien und Asturien (dort als „Frixuelos“ bezeichnet) sowie León.
Die wichtigsten Zutaten sind Mehl, Eier und Wasser, Brühe oder Milch. Traditionell wird auch Speck oder Öl verwendet, um sie in der Pfanne zu braten. Optional werden auch Zucker und Mehl beigefügt.

## Herkunft
Das Gericht besteht aus Wasser, Gewürzen, Honig, Eiern und Mehl. In verschiedenen Regionen Europas mit Zugang zu Getreide und ähnlichen Zutaten sind verschiedene Varianten entstanden. Im Libanon und in Teilen Afrikas gibt es „Pita“, in Palästina, Griechenland und Albanien spricht man vom sogenannten „Baklava“, in Russland vom „Blini“ und in der orientalischen Küche von „Pasta Filo“. In der anglo-sächsischen Kultur entwickelten sich „Pancakes“, in Frankreich „Crêpes“, in Schweden „Plattar“, in der Schweiz „Crêpe Suzette“, in Mexiko „Tortitas“, in Deutschland „Pfannkuchen“, in Venezuela „Panquecas“ und in Chile und Argentinien „Panqueques“.